# Bessude
Bessude est une commune italienne de la province de Sassari dans la région Sardaigne en Italie.

## Géographie

### Communes limitrophes
Les communes voisines de Bessude sont Banari, Bonnanaro, Borutta, Ittiri, Siligo, Thiesi.

## Administration
| Période                                  | Période | Identité       | Étiquette     | Qualité |
| ---------------------------------------- | ------- | -------------- | ------------- | ------- |
| 2015                                     |         | Roberto Marras | Liste civique |         |
| Les données manquantes sont à compléter. |         |                |               |         |

### Évolution démographique
Habitants recensés